# Varnostna kopija
Varnostna kopija ali rezervna kopija (angleško backup) je dvojnik podatkov v računalniku (računalnikih), ki jih uporabnik ne želi izgubiti. Ti podatki so pomembni uporabniku, ali pa so pomembni za pravilno delovanje in funkcioniranje računalnika in programov. Namen izdelave varnostne kopije je obnova podatkov v primeru okvare ali poškodbe nosilca podatkov diska ali računalnika. Prav tako lahko obnovimo podatke na nove sisteme (npr. zamenjava računalnika). Obstaja več varnostnih kopij, npr. varnostna kopija podatkov (na trdem disku), varnostna kopija celotnega sistema ali varnostna kopija mobilne naprave.
Uporabnik računalnika se mora zavedati dejstva, da so podatki na računalniku izredno ranljivi oziroma se lahko 'izgubijo' (npr. okvara diska, napaka operacijskega sistema, nenamerni izbris, nepooblaščen dostop ali spreminjanje podatkov).
Preveč uporabnikov se zanaša na orodja, ki so vgrajena v operacijske sisteme (obljubljajo obnovo sistema tudi po velikih napakah na njem). Velikokrat se izkaže da takšna obnovitev ne zmore rešiti naših podatkov (sploh v primeru močnega virusnega napada ali hude težave z gonilniki). Vzrok za izgubo sistema ali podatkov ni le programske narave, temveč tudi fizične - diski so kljub napredku v hitrosti in drugih zmogljivostih, še vedno med najbolj nezanesljivimi komponentami osebnih računalnikov. Reševanje podatkov iz okvarjenih diskov je po navadi zelo potratno (finančno in časovno), zato so varnostne kopije podatkov nujne, če želimo zavarovati določene podatke.  Varnostne kopije je potrebno ustrezno zavarovati (npr. s šifriranjem), neprestano je potrebno testirati zanesljivost, dostopnost in celovitost teh kopij.
Poseben pomen imajo varnostne kopije celotnih diskov, posebej sistemskih. Te pridejo v poštev, kadar na računalnik zaradi okvare sistemskega diska ali izbrisa podatkov ne moremo zagnati operacijskega sistema. Če želimo restavrirati operacijski sistem skupaj z inštaliranimi programi in uporabniškimi podatki, potrebujemo sliko sistemskega diska. Ta poleg datotečnega sistema vsebuje tudi podatke o položaju podatkov po sektorjih diska, zaradi česar restavrirani disk lahko deluje kot sistemski disk. Za restavracijo sistema potrebujemo sliko sistemskega diska (navadno na zunanjem disku, ki ga lahko priključimo preko USB priključka), program za restavracijo vsebine iz slike diska ter zagonski disk (navadno optični disk, lahko tudi USB disk ali ključ), s katerim lahko zaženemo operacijski sistem in program za restavriranje.
Varnostno kopiranje je potrebno izvajati takrat, ko vse deluje brezhibno. Podatke lahko kopiramo na optične nosilce, različne vrste USB ključev, prenosne diske ali pa podatke shranjujemo na spletnih strežnikih. Varnostno kopiranje je eden izmed glavnih pogojev informacijske varnosti, to zahtevo opredeljujejo tudi mednarodni ISO standardi.
Sistem Windows nudi naslednja orodja za varnostno kopiranje (ta tehnika je primerna predvsem za individualne uporabnike):
1. Varnostna kopija datoteke: omogoča ustvaritev kopije varnostnih datotek vseh oseb, ki uporabljajo računalnik. Varnostno kopiranje poteka po rednem urniku, ki ga uporabnik lahko kadarkoli spremeni.
2. Varnostna kopija posnetka sistema: s posnetkom sistema lahko obnovite vsebino računalnika, če trdi disk ali celoten računalnik preneha delovati. Ko računalnik obnovite iz posnetka sistema, je to popolna obnova. Ta varnostna kopija  vsebuje vaše osebne podatke, zato se priporoča, da se datoteke redno kopirajo z varnostnim kopiranjem.
3. Prejšnje različice: te lahko uporabite, če želite obnoviti datoteke ali mape, ki ste jih pomotoma spremenili ali izbrisali. Prejšnje različice so kopije datotek in map, ki jih sistem Windows samodejno shrani kot del zaščite sistema. Glede na vrsto datoteke ali mape lahko prejšnjo različico odprete, shranite na drugo mesto ali obnovite.
4. Obnovitev sistema: omogoča razveljavitev sprememb v sistemu računalnika, pri tem pa ne vpliva na osebne datoteke, kot so e-pošta, dokumenti in fotografije. Obnovitev sistema uporablja funkcijo zaščita sistema, ki redno ustvarja in shranjuje obnovitvene točke (lahko jih ustvarite tudi ročno) v računalniku.

Še nekaj najpogostejših uporabljanih orodij za izdelavo varnostnih kopij podatkov:  Symantec Norton Ghost 12.0, Acronis True Image Home 11.0, Paragon Drive Backups 8.5 Personal Edition, AOMEI Backupper Standard 3.2, DriveImage XML ver. 1.21, Cobian backup 8 Black Moon, in še mnogo drugih. Eden izmed možnih in zelo uporabnih načinov varnostnega kopiranja za individualne uporabnike je računalništvo v oblaku, ki uporabnikom omogoča prek svetovnega spleta izrabiti navidezno neomejen bazen računskih virov in zmogljivosti za shranjevanje podatkov.  Pri uporabi računalništva v oblaku imajo uporabniki zelo malo vpogleda in nadzora nad računalniško infrastrukturo oblaka, zato mora ponudnik računalništva v oblaku zagotoviti ustrezne aplikacijske vmesnike (API – "Application Programming Interface"). V zameno za nepopoln nadzor nad računalniško strukturo oblaka, uporabniki oblakov pridobijo več pomembnih koristi (preprosta razširljivost, zanesljivost, možnost samostojnega in dinamičnega prilagajanja potrebnih virov ter plačevanje samo za vire, ki se dejansko uporabijo). Kopija v oblaku (kopija ''online'') je način izdelave varnostne kopije podatkov, pri katerem se podatki iz podatkovne baze pošljejo po javnem ali zasebnem omrežju na podatkovni strežnik, ki se nahaja na oddaljeni lokaciji. Ta sistem izdelave varnostnih kopij temelji na aplikaciji, ki jo ima uporabnik in se sproži s frekvenco (dnevno, tedensko, itd.), opredeljeno v pogodbi uporabe storitve za izdelavo varnostnih kopij v oblaku. Zaradi prenašanja podatkov po svetovnem spletu je podatkovna prepustnost po večini zelo omejena.
Ljudje velikokrat zamenjamo izraza varnostno kopiranje in arhiviranje podatkov.  Varnostno kopiranje pomeni zaščito podatkov pred spremembami, pretvorbami, brisanjem ali popačenjem. Arhiviranje podatkov pa pomeni dolgoročno hrambo podatkov, ki se ne spreminjajo več. Pri arhiviranju podatkov moramo biti pozorni na medij hranjenja, format datoteke, itd., da bomo čez čas lahko prebrali te podatke.